# Chiesa di San Pantaleo (Genova)
La chiesa di San Pantaleo è un edificio religioso storico sconsacrato risalente al XV secolo, situato a mezzacosta sul colle che domina il cimitero monumentale di Staglieno, nella città di Genova. La chiesa dà il nome all'antico borgo omonimo, parte del quartiere di Staglieno. Pur non essendo visitabile internamente, è osservabile dalla storica piazzetta antistante.
La chiesa è sottoposta a vincolo architettonico da parte della Soprintendenza per i beni archeologici della Liguria.

## Storia

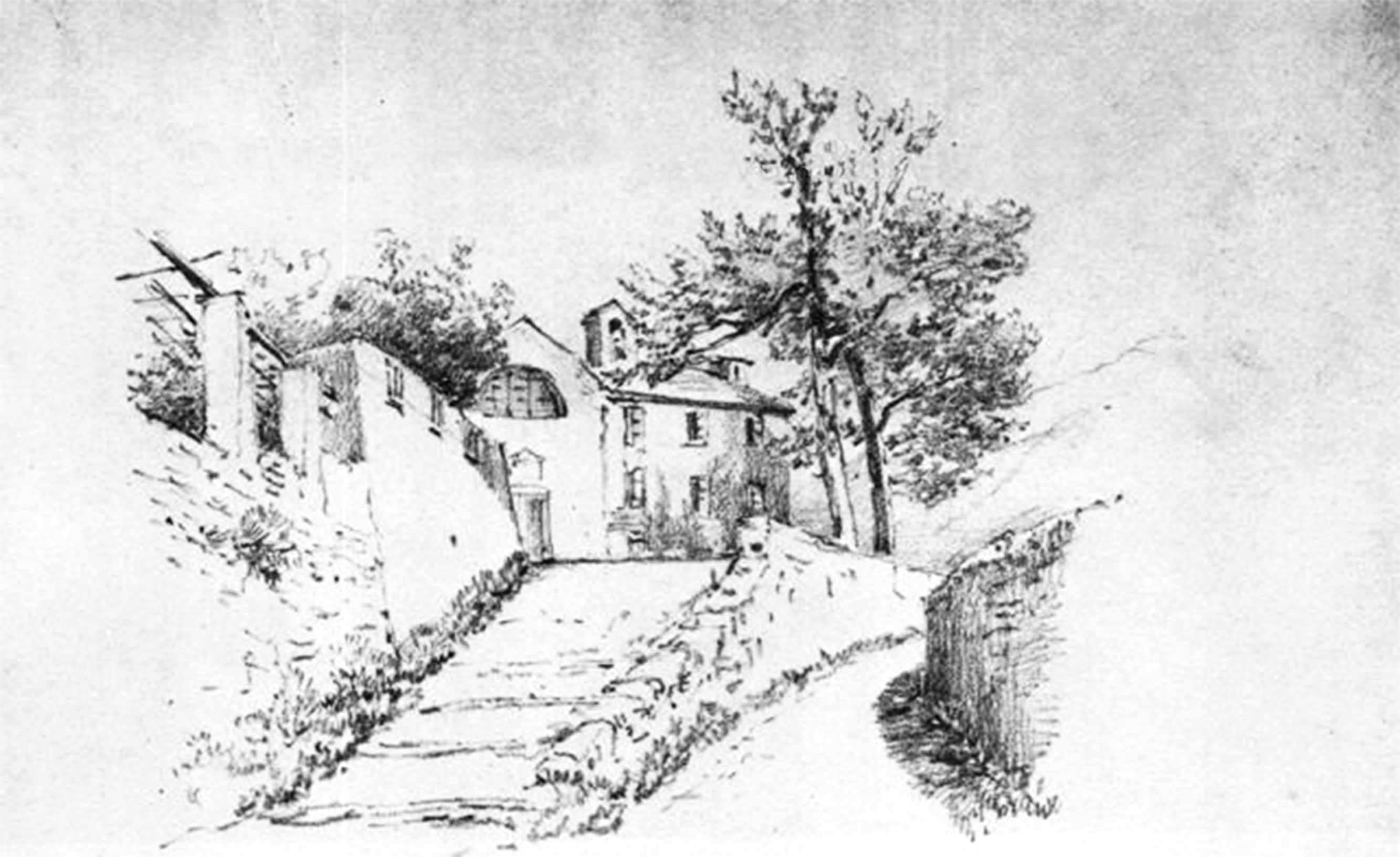
La chiesa di San Pantaleo in un disegno di Domenico Pasquale Cambiaso del XIX secolo in cui, sulla destra, è ancora visibile il piccolo campanile successivamente danneggiatosi con il crollo del tetto.

Come inciso nella lastra in marmo in latino collocata sulla facciata principale, la chiesa, dedicata a san Pantaleo, fu costruita nel 1451 dalle maestranze locali con il contributo dell'arcivescovo Giacomo Imperiale e del doge Pietro Fregoso. La canonica sul lato destro fu edificata invece nel corso del XVII secolo.
Le varie personalità che nei secoli la descrissero, sottolinearono la preminenza e devozione di cui la chiesa godette per vari secoli. Agostino Giustiniani la visitò nel corso della prima metà del Cinquecento e la descrisse nei suoi celebri Annali della Repubblica di Genova come «avuta dal popolo in grandissima venerazione». Nel 1668 fu descritta da Galeazzo Gualdo Priorato come una «chiesiola riguardevole, per una divotione, che quivi ogn'anno si celebra». Nel 1695 ne scrisse anche il chierico Ridolfo di San Girolamo, descrivendo più ampiamente il contesto attiguo e la devozione a San Pantaleo:
(Rofolfo Brasavola, 1695)
Nel 1840 Goffredo Casalis ne ribadì la «grandissima venerazione», sottolineando la celebrazione della festa del santo il 27 luglio e la collocazione della chiesa sotto alle Mura di Genova, dalla parte del Bisagno, non lontano da quella di Sant'Antonino.
Dopo la costruzione delle nuova mura cittadine, l'area di San Pantaleo rimase fuori dalle principali arterie viarie genovesi e perse gradualmente di centralità. Dopo la sconsacrazione, alcune famiglie abitarono nella canonica fino agli anni settanta del Novecento, ma le condizioni precarie e il successivo crollo del tetto verso la fine del XX secolo provocarono rilevanti danni agli interni e agli esterni.
L'edificio è stato interessato da un progetto di intervento di restauro conservativo nel corso degli anni 2010 con rifacimento del tetto, ma si presenta complessivamente in precarie condizioni di manutenzione.
Un decreto del 24 gennaio 2025 dell'arciverscovo Marco Tasca ha sancito la definitiva riduzione ad uso profano della chiesa.

## Descrizione
La chiesa ha una struttura a singola navata con pianta rettangolare, lunga 13,80 e larga 7,80 metri. All'interno, lateralmente, sono poste due coppie contrapposte di altari minori e, al centro, l'altare maggiore con base a gradoni in marmo.
Secondo le fonti, sopra l'altare maggiore erano presenti un crocefisso di Anton Maria Maragliano, precedentemente esposto nel non più esistente oratorio di San Giorgio di via Giulia (l'odierna via XX Settembre a Genova), e una statua in terracotta raffigurante San Pantaleone, attribuita a Luca della Robbia e menzionata dagli storici Angelo e Marcello Remondini. Inoltre, secondo le fonti storiche, tra gli arredi vi era un quadretto in marmo del 1744 con buca per le elemosine, originariamente situato sulla statua di Sant'Antonio da Padova in via Orefici, a Genova, e che fu sottratto dalla sua posizione originale nella notte del 7-8 giugno 1864. Nel 1871, all'interno della chiesa risultavano anche "altri oggetti cari per memorie storiche". Gli arredi e le opere che erano presenti in passato sono ora danneggiati o rimossi.
Come raffigurato in un disegno di Domenico Pasquale Cambiaso dell'Ottocento, la chiesa riportava anche un piccolo campanile con campana, andato distrutto con il crollo del tetto.